# Orajoki (vattendrag, lat 67,33, long 26,67)
Orajoki är ett vattendrag i Finland.   Det ligger i landskapet Lappland, i den norra delen av landet, 800 km norr om huvudstaden Helsingfors.